# Adiscus bifasciatus
Adiscus bifasciatus es un coleóptero de la familia Chrysomelidae.
Fue descrita científicamente por primera vez en 1987 por Medvedev & Samoderzhenkov.